# Tomáš Enge
Pour les articles homonymes, voir Enge.

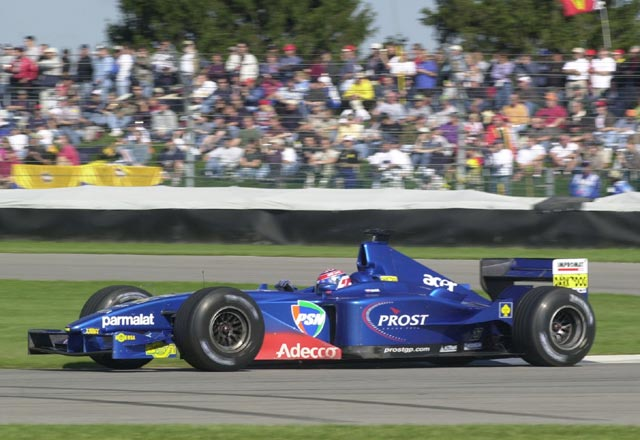
Tomáš Enge au volant d'une Prost Grand Prix lors du Grand Prix des États-Unis 2001

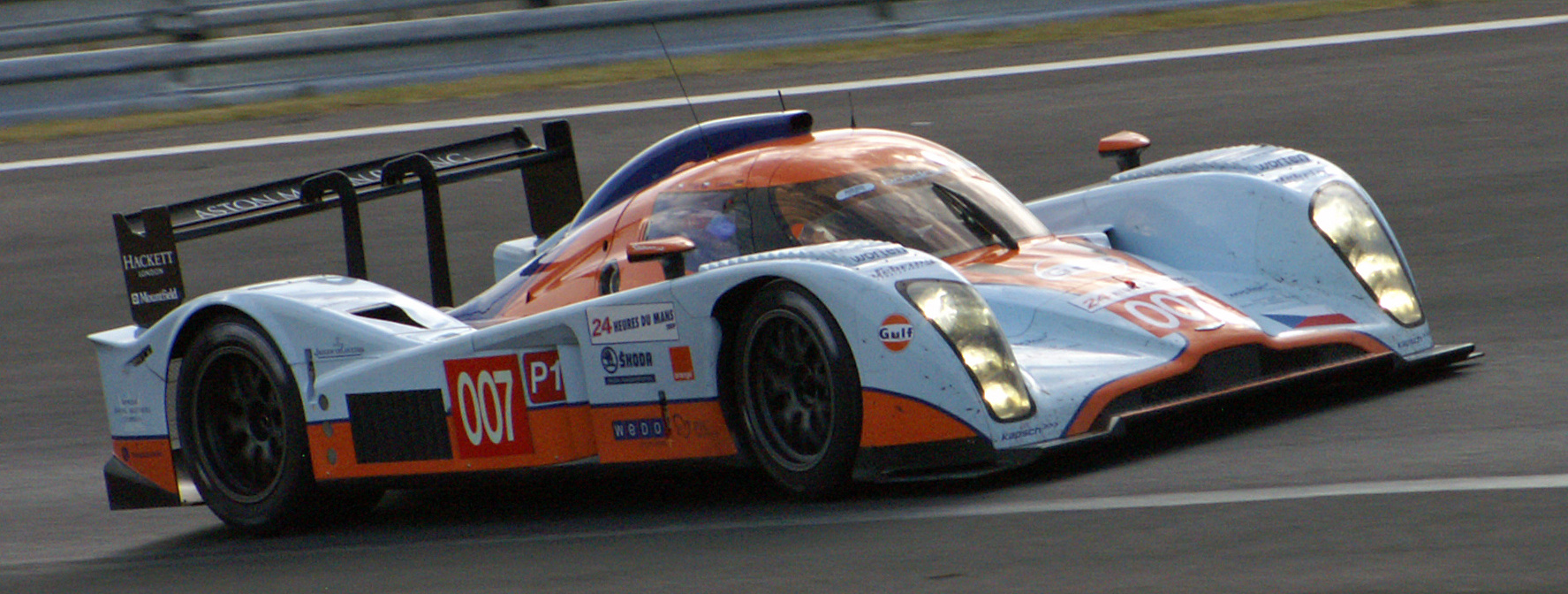
La Lola-Aston Martin B09/60 de 2009

Tomáš Enge, né le 11 septembre 1976 à Liberec en République tchèque, est un pilote automobile tchèque. Engagé en Formule 1 lors de la saison 2001, il est le premier pilote tchèque de l'histoire de la discipline.

## Biographie
Bon pilote de Formule 3000, Enge est surtout connu pour avoir été contrôlé positif à la marijuana ce qui lui fait perdre la couronne de Formule 3000 en 2002 au profit de Sébastien Bourdais. Son père était aussi pilote automobile dans les années 1970 et 1980 mais durant ces années-là, il ne put le voir à cause du rideau de fer qui sépara l'Europe en deux jusqu'en 1991.
Le 31 mars 2007, lors de la seconde manche d'ALMS à St.Petersburg, Enge, en tête de la course après être parti de la pole position et avoir réalisé le meilleur tour en course, est victime d'un sévère accident ; transporté d'urgence à l'hôpital local, on lui détecte de multiples fractures et un pneumothorax. Écarté des circuits pour plusieurs mois, il reprend la compétition en 2009 en Le Mans Series et remporte la victoire en catégorie LMP1 sur une Lola-Aston Martin B09/60 d'Aston Martin Racing.
Toujours chez Aston Martin Racing, il remporte les 1 000 kilomètres de Catalogne 2009.
En juin 2012, il est suspendu pour dix-huit mois de toute compétition après un contrôle antidopage positif lors du Championnat du monde FIA GT1.

## Carrière
- 1991-1994 - championnat tchèque de Ford Fiesta
- 1995 - championnat Ford Zetec chez Eifelland Racing, 3e au championnat
- 1996 - championnat Ford Zetec chez Eifelland Racing, champion
- 1997 - Formule 3 allemande chez Bertram Schäfer
- 1998 - Formule 3 allemande et Formule 3000
- 1999 - Formule 3000 chez World Racing et pilote essayeur Jordan en Formule 1.
- 2000 - Formule 3000 et pilote essayeur Jordan en Formule 1
- 2001 - 3 Grands Prix chez Prost en Formule 1 pour remplacer Luciano Burti après son accident en Belgique 2001, Non classé au championnat et F3000, vice-champion
- 2002 - F3000 et champion avant le retrait de sa couronne pour être positif à un contrôle de cannabis
- 2003 - FIA GT et American Le Mans Series, vainqueur des 24h du Mans en catégorie GTS
- 2004 - F3000 et IRL chez Patrick Racing
- 2005 - IndyCar Series chez Patrick Racing
- 2007 - ALMS chez Petersen Motorsports (Ferrari F430 GTC)

## Résultats en championnat du monde de Formule 1
| Saison | Écurie     | Châssis | Moteur   | Pneus    | GP disputés | Points inscrits | Classement |
| ------ | ---------- | ------- | -------- | -------- | ----------- | --------------- | ---------- |
| 2001   | Prost Acer | AP04    | Acer V10 | Michelin | 3           | 0               | n.c.       |

## Résultat au Rallye Dakar
| Année | Catégorie | Marque  | Copilote             | Position | Victoires d'étape |
| ----- | --------- | ------- | -------------------- | -------- | ----------------- |
| 2021  | SSV       | Buggyra | Vlastimil Tosenovsky | 34e      | 0                 |